# Zuggraben Hohebier
Der Zuggraben Hohebier ist ein Schloot auf dem Gebiet der Stadt Wittmund im Landkreis Wittmund in Ostfriesland. Er entspringt im Norden von Updorf  verläuft nördlich durch Wittmund, dann nordwestlich und mündet nördlich von Angelsburg ins Menkenfelder Tief. Es gehört zum Flusssystem Harle.